# Lošinjski muzej
Lošinjski muzej javna je ustanova koja djeluje na području grada Malog Lošinja. Muzej je smješten na adresi Vladimira Gortana 35. 

## Povijest
Muzej je utemeljen 1955. godine od strane grada Malog Lošinja. Do 2007. godine Lošinjski je muzej djelovao pod javnom ustanovom Pučko otvoreno učilište - Mali Lošinj, a danas je samostalna ustanova. Jedan od najvažnijih dijelova muzejskog fonda predstavlja donacija dr. Andre Mihičića koji je 1988. godine darovao muzeju 87 umjetnina velike vrijednosti. Slike su djela renomiranih hrvatskih umjetnika. U sastavu muzeja je i Arheološka zbirka Osor koja predstavlja samostalni odjel s vlastitim muzejskim fondom i dokumentacijom. Arheološka zbirka smještena je u prostorima Gradske vijećnice u Osoru.

## Djelatnost
Djelatnost muzeja definirana je zakonskom legislativom vezanom uz muzeje. Muzej radi na sustavnom sabiranju, čuvanju., restauriranju i konzerviranju, prezentaciji te trajnoj zaštiti muzejske građe s područja nadležnosti muzeja.

## Građa
Muzejska građu Lošinjskog muzeja čini sljedeće zbirke: 
- Umjetničke zbirke Malog Lošinja,
- Kulturno-povijesna zbirka,
- Arheološka zbirka,
- Numizmatička zbirka,
- Etnografska zbirka,
- Zbirka maketa, kopija i kalupa,
- Tehnička zbirka te Arhivska zbirka.

U muzejski fond ulaze i Dokumentacijski fondovi i Ostavinska knjižnica. Zbirku umjetnina čine dvije zbirke: 
- Zbirka umjetnina Andre Vida Mihičića i
- Zbirka starih majstora Piperata.

U muzeju se provodi digitalizacija građe i to iz razdoblja 20. stoljeća (rukopisa, spisa, fotografija, zemljopisnih planova i karata).

## Usluge
Pružanje stručne pomoći iz područja djelatnosti muzeja, održavanje predavanja, vršenje stručnog vodstva, pružanje usluge informiranja vezano uz aktivnosti, organiziranje izložbi, objavljivanje stručnih publikacija.

## Vanjske poveznice
- Mrežne stranice Lošinjskog muzeja
- Muzeji Hrvatske na internetu, Lošinjski muzej  Arhivirana inačica izvorne stranice od 13. srpnja 2007. (Wayback Machine)